# Euphyllodromia tupi
Euphyllodromia tupi är en kackerlacksart som beskrevs av Rehn, J. A. G. 1928. Euphyllodromia tupi ingår i släktet Euphyllodromia och familjen småkackerlackor. Inga underarter finns listade i Catalogue of Life.